# GN-Klasse W1
Die Klasse W-1 der Great Northern Railway umfasste zwei von General Electric gebaute Elektrolokomotiven mit der Achsformel (Bo'Do')(Do'Bo'). Mit jeweils 3,7 MW waren es eine Zeit lang die leistungsfähigsten Elektrolokomotiven, die je in Nordamerika eingesetzt wurden.

## Geschichte
Das gestiegene Verkehrsaufkommen auf der transkontinentalen Strecke der Great Northern Railway macht die Anschaffung weiterer Lokomotiven für den Verkehr auf dem mit 11 kV, 25-Hz-Einphasen-Wechselspannung elektrifizierten 117 km langen Teil des Netzes zwischen Wenatchee und Skykomish im US-Bundesstaat Washington und durch den 12,5 km langen Cascade Tunnel erforderlich. Ein Einsatz von Diesellokomotiven war in diesem wegen der mangelhaften Belüftung stark eingeschränkt.
Die beiden Fahrzeuge mit den Nummern 5018 und 5019 wurden 1947 im Werk in Erie (Pennsylvania) von General Electric gebaut. Auf Grund ihrer Größe wurden die Maschinen auch als „Big Boys der nordamerikanischen Elektrifizierung“ bezeichnet. Im Personenverkehr erreichten die Lokomotiven eine Geschwindigkeit von 105 km/h. Einen 1.814 t schweren Güterzug konnten die Lokomotive ohne zusätzliche Schiebelokomotiven über die Steigung befördern. Bei der Talfahrt reichte die Bremsleistung der Elektromotoren aus, um den Zug auch ohne die Druckluftbremse des Zuges abzubremsen.
Nachdem 1956 ein verbessertes Belüftungssystem im Cascade Tunnel installiert wurde, beendete die Great Northern am 31. Juli 1956 den elektrischen Zugbetrieb auf diesem Streckenabschnitt. Beide Lokomotiven wurden ausgemustert. Lok 5019 wurde 1959 verschrottet. Lok 5018 wurde an die Union Pacific Railroad verkauft, welche das Fahrgestell verwendete, um darauf ihre experimentelle Kohlenstaubturbinenlokomotive UP80 aufzubauen.

## Konstruktive Merkmale
Es handelte sich um Umformer-Lokomotiven, bei denen die Wechselspannung aus der Oberleitung zunächst auf 1350 Volt heruntertransformiert wurde und zwei 25-Hertz-Synchronmotoren antrieb. Diese trieben wiederum je zwei Gleichspannungsgeneratoren an, welche die zwölf geräuscharmen GE-746-Gleichstrom-Fahrmotoren versorgten. Die Fahrmotoren waren fremderregt, wodurch ein Rückspeisen von Bremsenergie in die Oberleitung möglich war. Als Erregersystem dienten je zwei Erregermaschinen auf der Welle der Synchronmotoren. Der kleinere Haupterreger (engl. main exciter) war dabei selbsterregt und lieferte den Erregungsstrom für den Synchronmotor, die Gleichstrom-Generatoren und einen größeren Erreger (engl. regenerative exciter), der den Erregerstrom für die Fahrmotoren lieferte. Die Bremsleistung einschließlich der Rückspeisebremse betrug 5750 PS.
Der Rahmen der Lokomotive bestand aus Gussstahl und war zweiteilig. In der Mitte der Lokomotive waren die beiden Teile verbunden. Der stromlinienförmig gestaltete Aufbau war geschweißt. Die Lokomotiven hatten zwei Führerhäuser. Diese waren analog den Diesellokomotiven ausgestattet. Die Transformatoren, die Haupt-Generatoreneinheiten, Gebläse und Kontrolleinheiten waren in der Mitte des Fahrzeuges angeordnet. In den Nasen der Fahrzeuge wurden die Luftverdichter und die Nebengeneratoren untergebracht.